# Konstanty Gorbatowski
Konstanty Gorbatowski (* 19. September 1914 in Kiew; † 29. September 1984 in Gdańsk) war ein polnischer Maler. Besonders beliebt waren seine Werke in Italien, wo er als „romantischer Surrealist“ bezeichnet wurde.

## Leben und Wirken
Nachdem Gorbatowski 1923 mit seiner Mutter aus der Sowjetunion geflohen war, ließen sie sich in der polnischen Stadt Łódź nieder. Dort besuchte Gorbatowski eine Fachhochschule, wo er zum Zeichner ausgebildet wurde und war danach in diesem Beruf tätig. 1943 verhaftete ihn die Gestapo wegen Beteiligung an konspirativen Aktivitäten. Er wurde im KZ Groß-Rosen, KZ Dora und KZ Bergen-Belsen gefangen gehalten. Nach Ende der Internierung benötigte Gorbatowski ein Jahr, um wieder zu genesen und kam schließlich 1946 nach Polen zurück, wo er bis zu seinem Lebensende im Bereich der Küstenstädte Gdańsk, Gdynia und Sopot wohnte und arbeitete.
Gorbatowski studierte von 1949 bis 1954 Malerei an der Kunstakademie in Danzig unter Krystyna Łada-Studnicka, Juliusz Studnicki und Kazimierz Śramkiewicz. 1955 erhielt er sein Diplom.
Zunächst malte Gorbatowski hauptsächlich Frauenporträts und Figurenkompositionen. Seine Werke wurden zunehmend geometrisiert und schließlich nahezu abstrakt. Häufig gestaltete er wie Labyrinthe wirkende Städte, in denen geometrisierte menschliche Silhouetten erschienen. Er befasste sich außerdem mit Tafel- und Wandmalerei.
Gorbatowski stellte auf rund 30 Einzelausstellungen in Galerien und Institutionen in Polen und im Ausland aus: Dänemark (Maribo, 1975; Lyngby, 1975), Deutschland (Düsseldorf, 1977), Frankreich (Bourges, 1968), Italien (Mailand, 1975; Turin, 1970; Rom, 1970), Marokko (Casablanca, 1967, 1973 und 1974; Rabat, 1968 und 1975), Norwegen (Kopenhagen, 1975), Schweden (Stockholm, 1975; Uppsala, 1967) und den USA (Detroit, 1972; New York City, 1972 und 1973). Im Jahr 1967 erhielt er einen Grand Prix in Tanger. Nach seinem Tod gab die Warschauer Zachęta-Galerie eine Retrospektive zu seinem Werk.
Arbeiten des Künstlers befinden sich in den Nationalmuseen in Warschau und Danzig, dem Museum in Stettin und dem Museo d’Arte Contemporanea di Roma (MACRO) in Rom.

„... Malerei ist für mich ein grundsätzliches Bekenntnis. Sie muss persönlich sein, und vor allem aufrichtig, denn nur so kann (der Maler) klar mitteilen, was ihn bewegt – selbst die intimsten Sehnsüchte, die Visionen einer grenzenlosen Fantasie ...“

„... malarstwo oznacza dla mnie generalną spowiedź. Musi być osobiste i co najważniejsze szczere, bo tylko w ten sposób można najpewniej wyrazić to, co się przeżywa, swoje nawet najintymniejsze tęsknoty, widziadła z pogranicza fantazji ...“

Er war verheiratet und hatte einen Sohn und eine Tochter. Seine von ihm unterrichtete Tochter Alina Gorbatowska-Kulm (1952–2020) war ebenfalls Malerin.